# Josef Nikolaus Köstler
Josef Nikolaus Köstler (* 18. Juli 1902 in Rosenheim; † 24. Dezember 1982 in Bad Reichenhall) war ein deutscher Forstwissenschaftler und Rektor der Ludwig-Maximilians-Universität.

## Leben
Köstler studierte nach dem Abitur 1921 am Wilhelmsgymnasium München Kunstgeschichte, Nationalökonomie und Forstwirtschaft in München und in Kiel. 1927 wurde er zum Dr. oec. publ. und 1932 zum Dr. phil. promoviert. 1933 war Köstler am Bayerischen Finanzministerium tätig. Nach der Habilitation bei Victor Dieterich wurde Köstler 1934 zunächst Professor für Forstpolitik an der Forstwirtschaftlichen Hochschule Hannoversch Münden. 1939 wurde er Ordinarius für Forstpolitik und forstliche Betriebswirtschaftslehre in Göttingen und baute während der Kriegsjahre 1939 bis 1945 in Berlin die Internationale Forstzentrale auf, die er auch leitete. 1946 wurde er auf den Lehrstuhl Waldbau und Forsteinrichtung der Ludwig-Maximilians-Universität berufen. 1953 erfolgte die Wahl zum Rektor der Hochschule (bis 1954). 1970 wurde er emeritiert, führte den Lehrstuhl aber noch kommissarisch bis 1972. Sein Nachfolger wurde Peter Burschel.

## Veröffentlichungen (in Auswahl)
- Offenbarung des Waldes. Ein Beitrag zur künstlerischen Gestaltung deutschen Naturerlebens. Bruckmann, München 1941.
- Waldpflege. Waldbauleistungen und Waldgesinnung in süddeutschem Privatwald. Zugleich ein Wegweiser für die Waldbaupraxis. Parey, Hamburg-Berlin 1953.
- Wald, Mensch, Kultur. Ausgewählte Vorträge und Aufsätze zur Kulturgeschichte, zur Ökonomie des Forstwesens und zur Technik der Waldpflege. Parey, Hamburg-Berlin 1967.